# Fedone di Elide
Fedone di Elide (Elide, V secolo a.C. – ...) è stato un filosofo greco antico (Φαίδων ὁ Ἠλεῖος Phàidōn ho Ēlèios) fondatore ad Elide di una scuola socratica che, alla sua dissoluzione, fu trasferita da Menedemo di Eretria  nella sua città natale dove prese il nome di eliaco-eretriaca.

## Biografia
Ci racconta di lui Diogene Laerzio:
Nato negli ultimi anni del V secolo a.C., Fedone era originario della poleis di Elide e di origini altolocate. Fu fatto prigioniero nella sua giovinezza e passò nelle mani di un commerciante di schiavi ateniese; essendo di notevole bellezza personale, fu costretto a prostituirsi in un bordello. L'occasione in cui fu fatto prigioniero fu senza dubbio la guerra tra Sparta ed Elide, 402–401 a.C., in cui agli Spartani si allearono con gli Ateniesi nel 401 a.C.. Servendo il pasto nella dimora del suo nuovo padrone, rispose al posto di questi a una domanda di un illustre invitato di nome Socrate. Stupito per lo spirito e per la bellezza di Fedone, Socrate acquistò il giovane dal suo amico e ne fece un suo discepolo. Vari resoconti menzionano uno tra gli amici di Socrate: Alcibiade, Critone o Cebete, come la persona che lo riscattò dalla schiavitù. Si dice che Cebete sia diventato amico di Fedone e che lo abbia istruito in filosofia. Fedone era presente alla morte di Socrate nel 399 a.C., ed era ancora abbastanza giovane da permettere a Socrate di accarezzargli i capelli, che erano portati lunghi in stile spartano.
Voce narrante protagonista del Fedone platonico fu anche lui autore di dialoghi tra cui Zopiro e Simone, citati da Seneca, nei quali tratta specialmente temi etici e altri titoli citati da Diogene Laerzio nelle Vite dei filosofi, probabilmente spuri. Nel suo dialogo Zopiro, il filosofo sostiene la tesi che il logos (inteso alla maniera socratica) non trova nessun ostacolo nella natura dell'uomo, ma al contrario è un utile mezzo per dominare anche i caratteri più ribelli (egli stesso aveva sperimentato l'efficacia del logos liberandosi dalla bassezza in cui era caduto restando prigioniero del commerciante di schiavi), e presenta lo stesso protagonista Zopiro come un fisiognomista, cioè come colui che attraverso i tratti fisici è in grado di risalire al carattere di un individuo.
Zopiro dall'esame dei tratti del volto di Socrate, uomo notoriamente brutto, sostiene nel dialogo che questi sia un vizioso suscitando così una generale ilarità tra i presenti, ma è poi lo stesso Socrate a prenderne le difese confessando di essere stato preda delle passioni prima di dedicarsi alla filosofia.
Una conferma che tale fosse la tesi di fondo sostenuta anche da Fedone si trova anche nell'Epistola 82,445 dell'imperatore Giuliano:
Ebbe come allievo Anchipilo.
Secondo il silografo Timone, tuttavia, Fedone fu un erista-dialettico paragonabile, nel pensiero, a Euclide.